# إخريط
إخْريط جنس نباتات عشبية ليفية برية من فصيلة المركبات، مهدها البلاد الحارة منها أنواع تزينية كالإخريط المجنح.